# Iglesia de Nuestra Señora del Collado (Valtajeros)
La iglesia parroquial de Nuestra Señora del Collado se encuentra en Valtajeros (Provincia de Soria, Castilla y León, España).
Construida en el siglo XII y destaca por los merlones o almenas y saeteras que le confiere ese aspecto de fortaleza. Valtajeros, se encuentra situado a 35 kilómetros de Soria. Fue emplazamiento fronterizo entre cristianos y musulmanes, así como frontera con Navarra donde se libraron no pocos conflictos bélicos, lo que sin duda explicaría el aspecto de fortaleza de la iglesia de Nuestra Señora del Collado.

## Descripción
La iglesia presenta sus muros coronados por merlones o almenas, y atravesados por saeteras, que le confiere ese aspecto de fortaleza que constituye su más peculiar característica. El muro este, remata en españada de doble hueco de medio punto para albergar las campanas, presenta una figura apoyada (monstruo o cuadrúpedo) en una ménsula, en cuclillas que sujeta una bola o copa que ofrece hacia Oriente, siendo éste el único elemento decorativo que presenta la iglesia en su exterior.
En el muro sur y oculta por un pórtico de posterior factura, se abre la portada, con dos arquivoltas lisas que descansan sobre jambas sin ninguna decoración.
En su interior, encontraremos una iglesia de una sola nave cubierta por bóveda de cañón muy apuntado y dividida en cuatro tramos por medio de arcos fajones que se apoyan en pilastras sin ningún tipo de decoración. El ábside es cuadrado, algo inusual en la zona, consecuencia quizá del propio carácter de fortaleza del edificio. La sacristía en el muro norte y la capilla en el muro sur, serían dos añadidos de difícil datación.
En 2010, el exterior de la Iglesia, incluida su cubierta y patio de acceso, han sido sometidos a un profundo proceso de restauración.